# Basiela Kammerer
Basiela Kammerer SSpS (* 7. September 1904 in 
Hagenheim, Gemeinde Hofstetten, Landkreis Landsberg am Lech; † 6. Februar 1944 in der Bismarcksee) war eine deutsche Steyler Missionsschwester und Märtyrin.

## Leben
Maria Kammerer wuchs als jüngstes von 7 Kindern eines Landwirts auf. Am 9. März 1928 trat sie in Steyl bei den Steyler Missionsschwestern ein und begann am 7. Dezember 1928 das Noviziat unter dem Ordensnamen Basiela. Am 8. Dezember 1930 legte sie ihre Zeitlichen Gelübde ab und reiste mit anderen am 29. September 1933 nach Alexishafen in die Papua-Neuguinea-Mission, wo sie am 6. Juni 1936 die Ewigen Gelübde ablegte. In der Mission übte sie das in Steyl erlernte Schusterhandwerk aus.
Nach der Besetzung Neuguineas durch die japanischen Invasionstruppen 1942 wurde sie zusammen mit Bischof Franziskus Wolf und zahlreichen Mitbrüdern und Missionsschwestern in einem Sammellager auf der Vulkaninsel Manam interniert, wo sie an Unterernährung litten und an Malaria erkrankten. Am 5. Februar gingen sie unter Protest auf das japanische Transportschiff Yorishime Maru, das am 6. Februar nachts von der amerikanischen Luftwaffe angegriffen wurde. Es starben 46 Menschen, darunter Basiela Kammerer. Eine Gedenkstätte befindet sich in Alexishafen.

## Gedenken
Die Römisch-katholische Kirche in Deutschland hat Schwester Basiela Kammerer als Märtyrin in das deutsche Martyrologium des 20. Jahrhunderts aufgenommen.